# Gorch Pieken

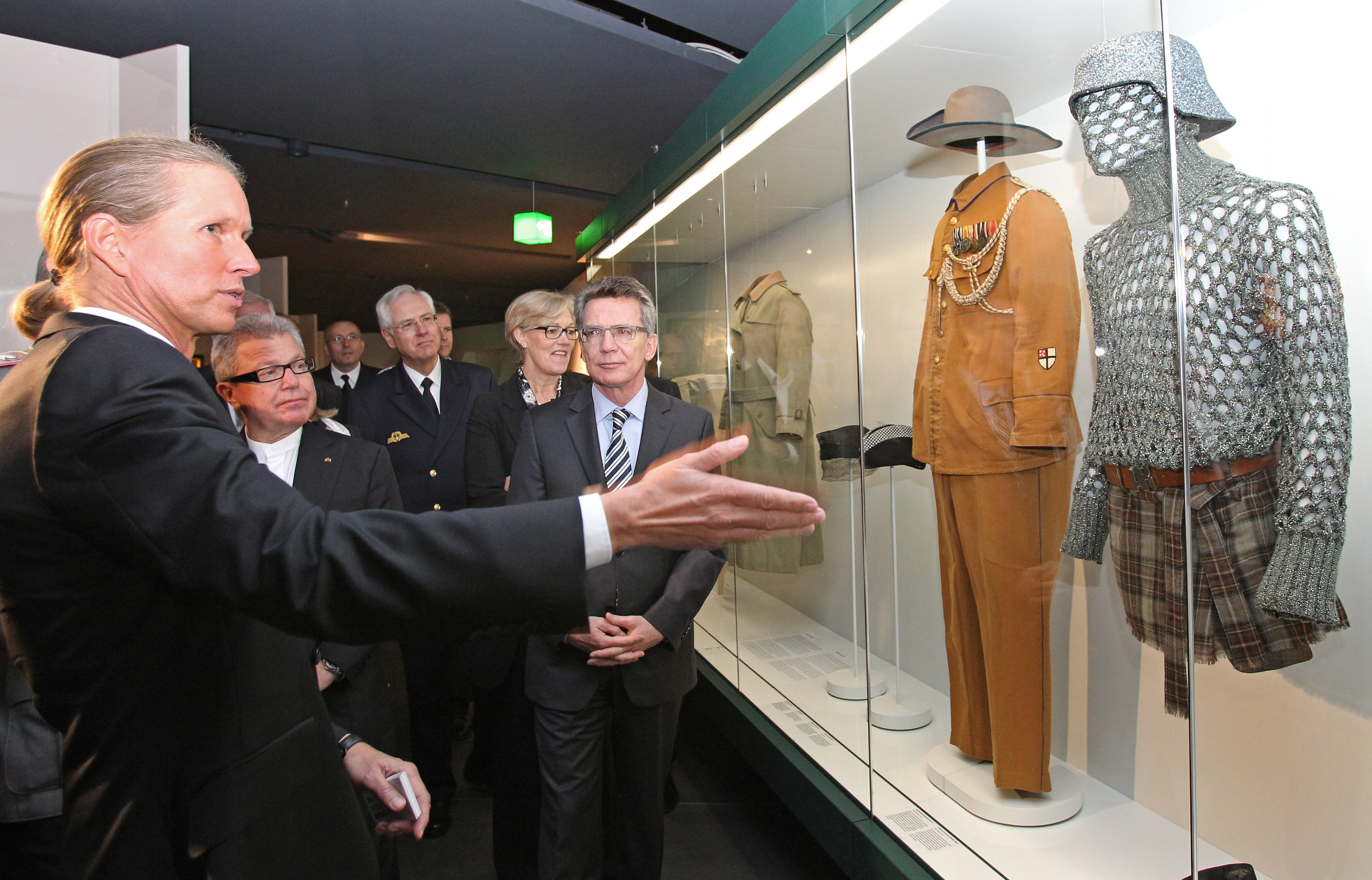
Gorch Pieken (à gauche) lors de la réouverture du Musée d'histoire militaire de Dresde (2011)

Gorch Pieken (né le 14 septembre 1961 à Sanderbusch) est un historien et producteur de cinéma allemand. Pieken est conservateur en chef du Laboratoire Humboldt du Forum Humboldt depuis avril 2018

## Biographie
Pieken vient de Frise. En 1981/82, il effectue son service militaire avec le 100e régiment de défense aérienne à Wuppertal-Ronsdorf. Il étudie ensuite l'histoire, l'histoire de l'art et la philologie néerlandaise à l'Université de Cologne (MA 1990). En 1994, il obtient son doctorat à la Faculté de philosophie sous la direction du chercheur de l'époque moderne Johannes Kunisch avec sa thèse « Système gouvernemental et comportement dans les conflits internationaux à l'aide de l'exemple de la République des Pays-Bas unis entre 1650 et 1672 ».
De 1995 à 2005, il est assistant de recherche et conservateur et, à partir de 1998, il est responsable du département des nouveaux médias au Musée historique allemand (DHM) de Berlin. De 2006 à 2011, il est chef de projet pour la refonte et la nouvelle construction du Musée d'histoire militaire (MHM) de la Bundeswehr à Dresde. De 2011 à 2017, il est directeur scientifique et responsable des départements des expositions, des collections, de l'éducation et de la recherche au MHM. À l'automne 2017, il est détaché au Centre d'histoire militaire et des sciences sociales de la Bundeswehr (de) à Potsdam.
Depuis 1999, en plus de ses publications de livres, il est auteur et producteur de documentaires, notamment pour arte, ZDF et ARD . En 2006, il devient membre du conseil consultatif scientifique de la Commission allemande des sépultures de guerre.

## Récompenses
- 2011 : Croix d'honneur en or de la Bundeswehr

## Filmographie
- 2000 : Marie und Marie – Der schöne Schein einer Fälschung
- 2002 : Der ausgestopfte Mohr – Der Mensch als Exponat
- 2003 : Verkaufte Seelen – Der Große Kurfürst und die Sklaven
- 2004 : Heldentod – Der Mythos vom schönen Sterben
- 2004 : Chronik eines verordneten Todes – Die Vernichtung einer deutschen Familie
- 2007 : Preußisches Liebesglück – Eine deutsche Familie aus Afrika
- 2010 : Schlaflos im Krieg – Die pharmazeutische Waffe

## Publications (sélection)

### monographies
- Cornelia Kruse : Das Haushaltsbuch der Elsa Chotzen. Schicksal einer jüdischen Familie 1937–1946 . Nicolaï, Berlin 2006,  (ISBN 978-3-89479-298-5) .
- Preußisches Liebesglück. Eine deutsche Familie aus Afrika. Propyläen, Berlin 2007,  (ISBN 978-3-549-07337-7) .
- Militärhistorisches Museum Dresden. Architektur Sandstein, Dresde 2013,  (ISBN 978-3-95498-040-6) .

### rédactions
- dir. avec Matthias Rogg (de): Das Militärhistorische Museum der Bundeswehr. Ausstellungsführer. Sandstein, Dresden 2011,  (ISBN 978-3-942422-69-7).
- dir. avec Matthias Rogg, Jens Wehner: Stalingrad. Eine Ausstellung des Militärhistorischen Museums der Bundeswehr. Sandstein, Dresden 2012,  (ISBN 978-3-95498-009-3).
- dir. avec Gerhard Bauer, Matthias Rogg: Blutige Romantik. 200 Jahre Befreiungskriege. Essays und Katalog. 2 Bände, Sandstein, Dresden 2013,  (ISBN 978-3-95498-037-6).
- dir. avec Matthias Rogg: Rechtsextreme Gewalt in Deutschland. 1990–2013 (= Forum MHM. Schriftenreihe des Militärhistorischen Museums der Bundeswehr, Band 3). Sandstein, Dresden 2013,  (ISBN 978-3-95498-014-7).
- dir. avec Matthias Rogg: Schuhe von Toten. Dresden und die Shoa (= Forum MHM. Schriftenreihe des Militärhistorischen Museums der Bundeswehr, Band 4). Sandstein, Dresden 2014,  (ISBN 978-3-95498-054-3).
- dir. avec Stephan Huck (de), Matthias Rogg: Die Flotte schläft im Hafen ein. Kriegsalltag 1914–1918 in Matrosen-Tagebüchern (= Forum MHM. Schriftenreihe des Militärhistorischen Museums der Bundeswehr, Band 6). Sandstein, Dresden 2014,  (ISBN 978-3-95498-095-6).
- dir. avec Linda von Keyserlingk, Matthias Rogg: Attentat auf Hitler. Stauffenberg und mehr (= Forum MHM. Schriftenreihe des Militärhistorischen Museums der Bundeswehr, Band 8). Sandstein, Dresden 2014,  (ISBN 978-3-95498-121-2).
- Woher? Wohin? Martin Hertrampf. Bilder vom Abzug der russischen Streitkräfte aus Sachsen. Mit Texten von Durs Grünbein, hrsg. von Katja Protte (= Forum MHM. Schriftenreihe des Militärhistorischen Museums der Bundeswehr, Band 1). Sandstein, Dresden 2012,  (ISBN 978-3-95498-004-8).
- Krieg und Wahnsinn. Kunst aus der zivilen Psychiatrie zu Militär und I. Weltkrieg. Werke der Sammlung Prinzhorn, hrsg. von Sabine Hohnholz, Thomas Röske, Maike Rotzoll (= Forum MHM. Schriftenreihe des Militärhistorischen Museums der Bundeswehr, Band 7). Sandstein, Dresden 2014,  (ISBN 978-3-88423-481-5).
- dir. avec Gerhard Bauer, Matthias Rogg: 14 – Menschen – Krieg. Essays und Katalog. 2 Bände, Sandstein, Dresden 2014,  (ISBN 978-3-95498-076-5).
- dir. avec Matthias Rogg, Ansgar Snethlage: Schlachthof 5 – Dresdens Zerstörung in literarischen Zeugnissen. Eine Ausstellung zum 13. Februar 1945. [Militärhistorisches Museum der Bundeswehr, Dresden, 6. Februar bis 12. Mai 2015]. Sandstein, Dresden 2015,  (ISBN 978-3-95498-139-7).
- dir. avec Matthias Rogg: 60 Jahre Bundeswehr. Sandstein, Dresden 2016,  (ISBN 978-3-95498-191-5).
- dir. avec Matthias Rogg, Magnus Pahl (de): Achtung Spione! Geheimdienste in Deutschland 1945 bis 1956. Sandstein, Dresden 2016,  (ISBN 978-3-95498-210-3)
- Gewalt und Geschlecht. Männlicher Krieg – weiblicher Frieden? 2 Teile. Sandstein Verlag, Dresden 2018,  (ISBN 978-3-95498-324-7).
- dir. avec Ralf von den Hoff (de): Prinzip Held. Von Heroisierung und Heroismen. Wallstein Verlag, Göttingen 2024,  (ISBN 978-3-8353-5581-1).